# Ab
Ab je naziv za osmi mjesec po hebrejskom kalendaru.
U gregorijanskom kalendaru odgovarajući mjesec je kolovoz.